# Run to You (песня Уитни Хьюстон)
«Run to You» — песня Уитни Хьюстон. Пятый сингл из альбома-саундтрека к фильму «Телохранитель» The Bodyguard: Original Soundtrack Album. Композиция была написана Джадом Фридманом и Алланом Ричем и выпущена синглом на лейбле Arista Records в июне 1993 года.
В 1992 году песня была номинирована на Оскар в категории Лучшая песня для фильма.

## Создание
В начале 90-х представители музыкального лейбла Arista Records обратились к авторам песен и владельцам авторских прав в поисках композиций для различных сцен фильма «Телохранитель». Исполнить их должна была Уитни Хьюстон. Джад Фридман и Аллан Рич задались целью написать подходящую песню для фильма. Рич написал текст, вдохновившись собственными личными переживаниями в связи с разводом, и показал его Фридману — он написал большую часть музыки. Авторы записали простую демоверсию песни и отправили её на конкурс. Композиция была одобрена самой Хьюстон, Клайвом Девисом, а также создателями фильма «Телохранитель».

## Позиции в чартах
| Чарт                               | Высшая позиция |
| ---------------------------------- | -------------- |
| Бельгия (Ultratop)                 | 27             |
| Великобритания (UK Singles Charts) | 15             |
| Ирландия (IRMA)                    | 9              |
| Канада (RPM)                       | 10             |
| Нидерланды (MegaCharts)            | 47             |
| США (Billboard Hot 100)            | 31             |
| Франция (SNEP)                     | 47             |